# Гифхорн
Ги́фхорн (нем. Gifhorn [ˈɡɪfhɔʁn], н.-нем. Gifhorn) — город в Германии, районный центр, расположен в земле Нижняя Саксония.
Входит в состав района Гифхорн. Население составляет 41 558 человек (на 31 декабря 2010 года). Занимает площадь 104,86 км². Официальный код — 03 1 51 009.
Город подразделяется на шесть городских районов.

## Население[2]
| Год  | Население |
| ---- | --------- |
| 1990 | 36 902    |
| 1995 | 43 149    |
| 2000 | 43 034    |
| 2005 | 42 634    |
| 2010 | 41 616    |

## Достопримечательности
- Евангельская Церковь Святого Николая, построенная в 1734—1744 годах.
- Старая ратуша, построенная в 1562.
- Замок Гифхорн — одна из самых выдающихся построек города. Замок построен в 1525—1581 годах в стиле Везерский ренессанс.
- Международный музей ветряных и водяных мельниц, в котором представлены многочисленные мельницы из различных стран.
- На территории музея мельниц расположен храм Святителя Николая, принадлежащий Русской православной церкви.
- Культурный центр Мост, расположенный в комплексе построек, выполненных в старо-русском стиле. Центр расположен неподалёку от музея мельниц.

## Города-побратимы
- Дамфрис, Шотландия, Великобритания
- Гарделеген, Германия (Саксония-Анхальт)
- Гленфорд, Северный Линкольншир, Англия, Великобритания
- Халльсберг, Швеция
- Корсунь-Шевченковский, Украина
- Ксанти, Греция
- Злотув, Польша

## Фотографии

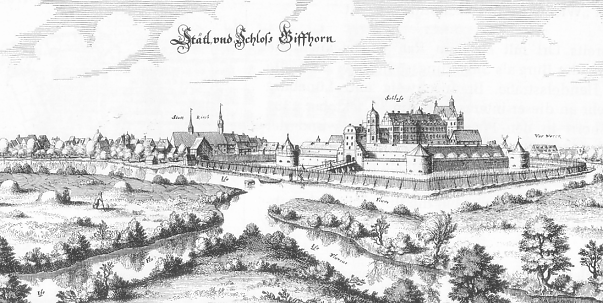
Замок
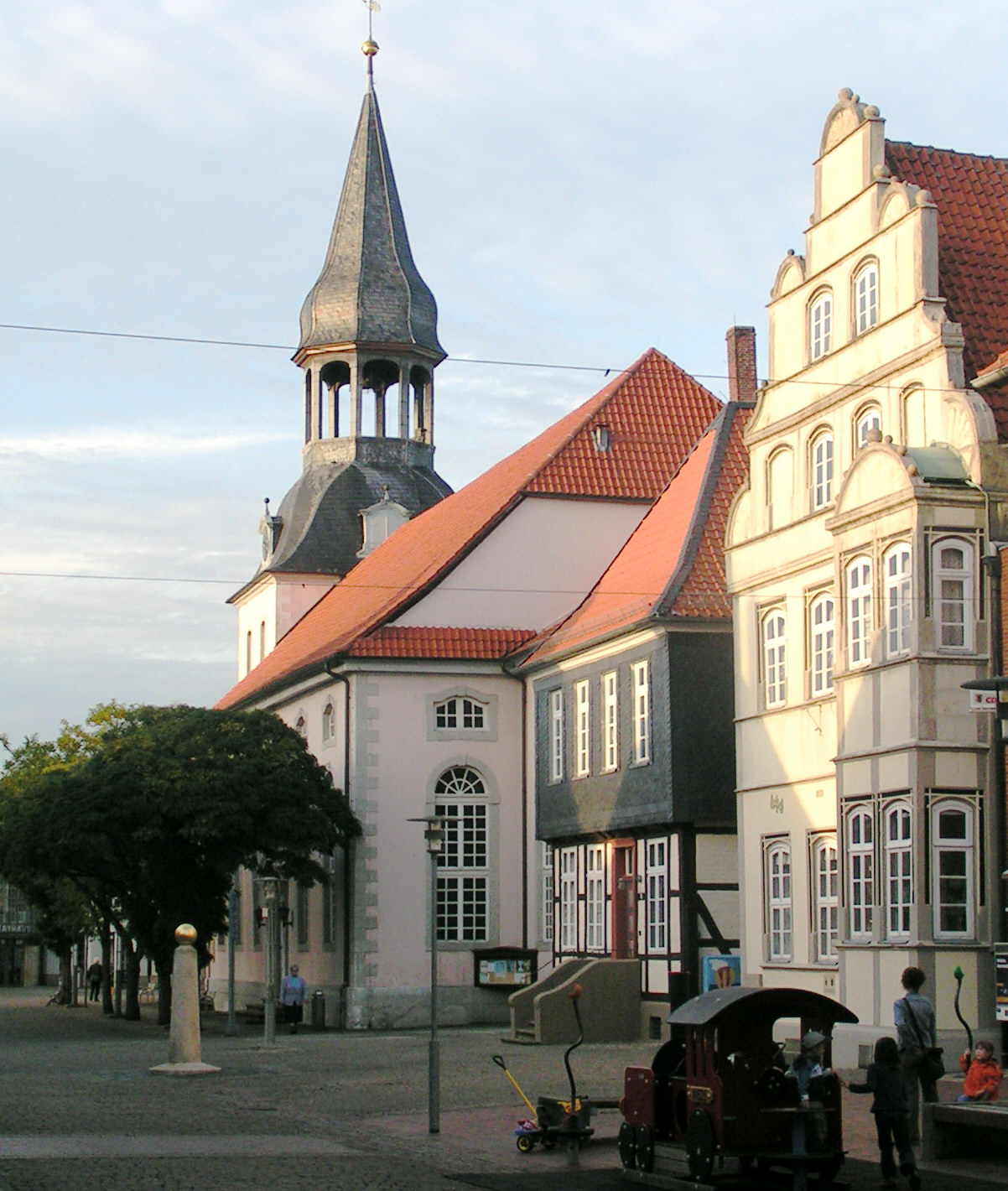
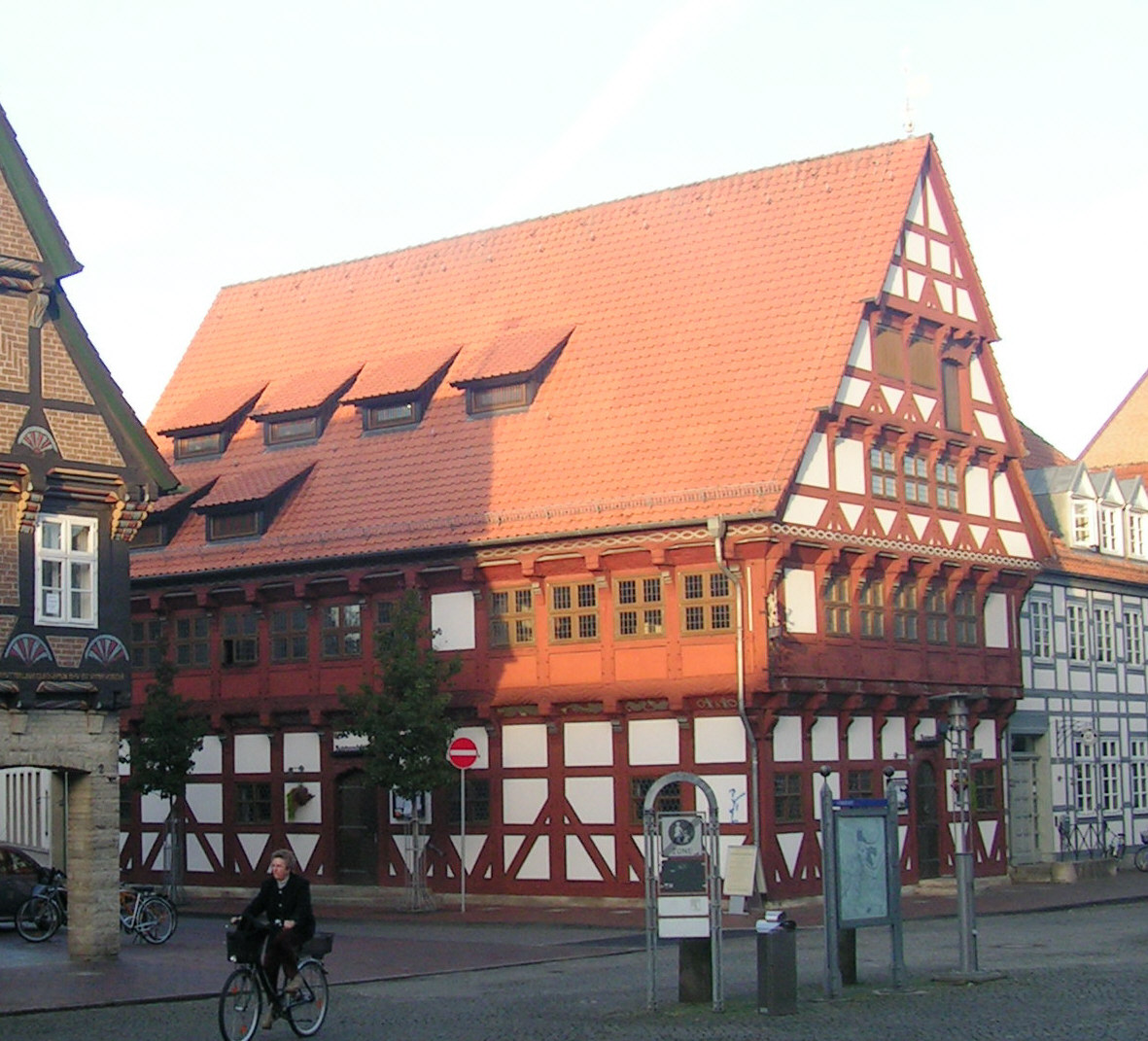
Старая ратуша
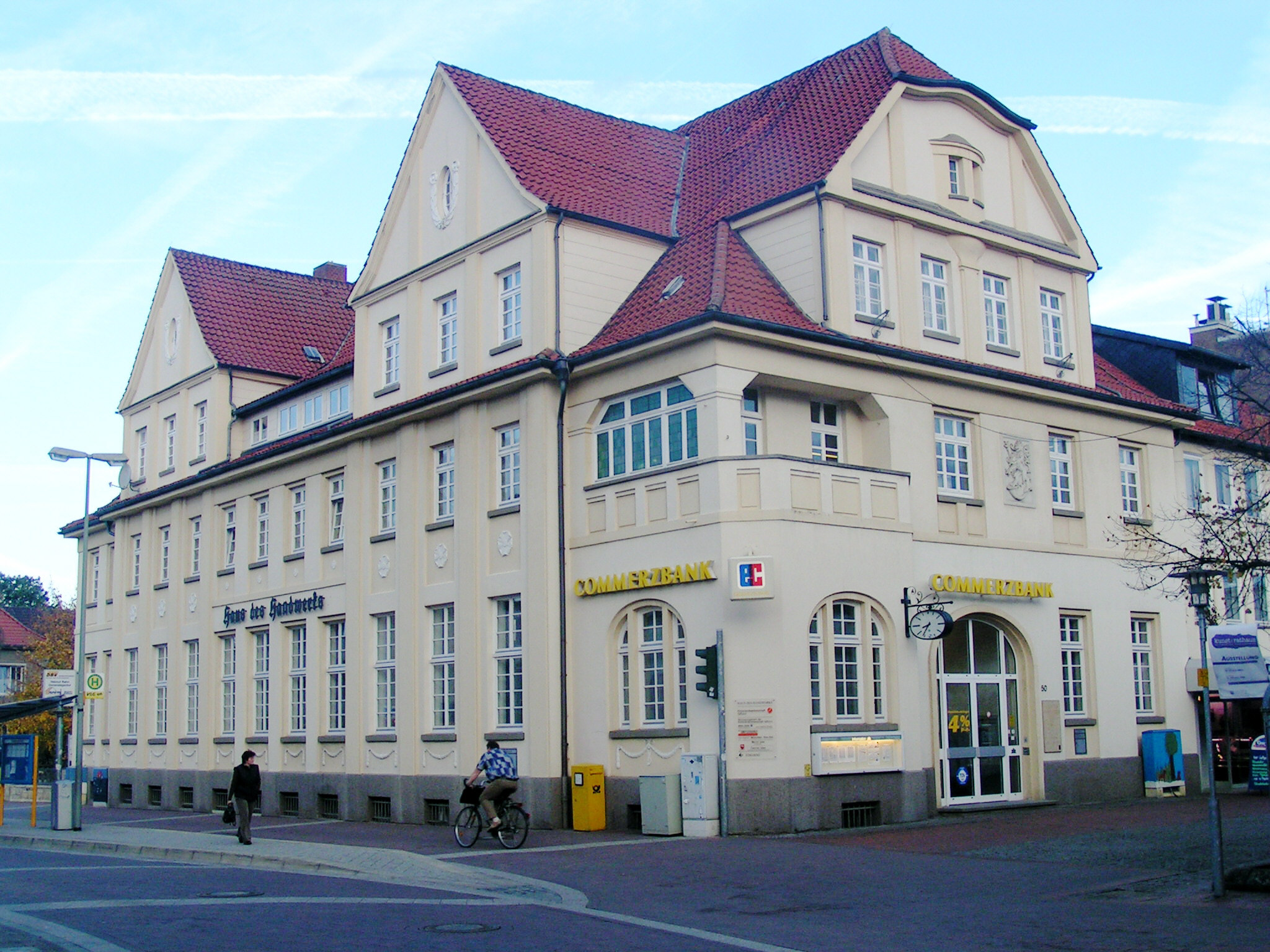
Ратуша
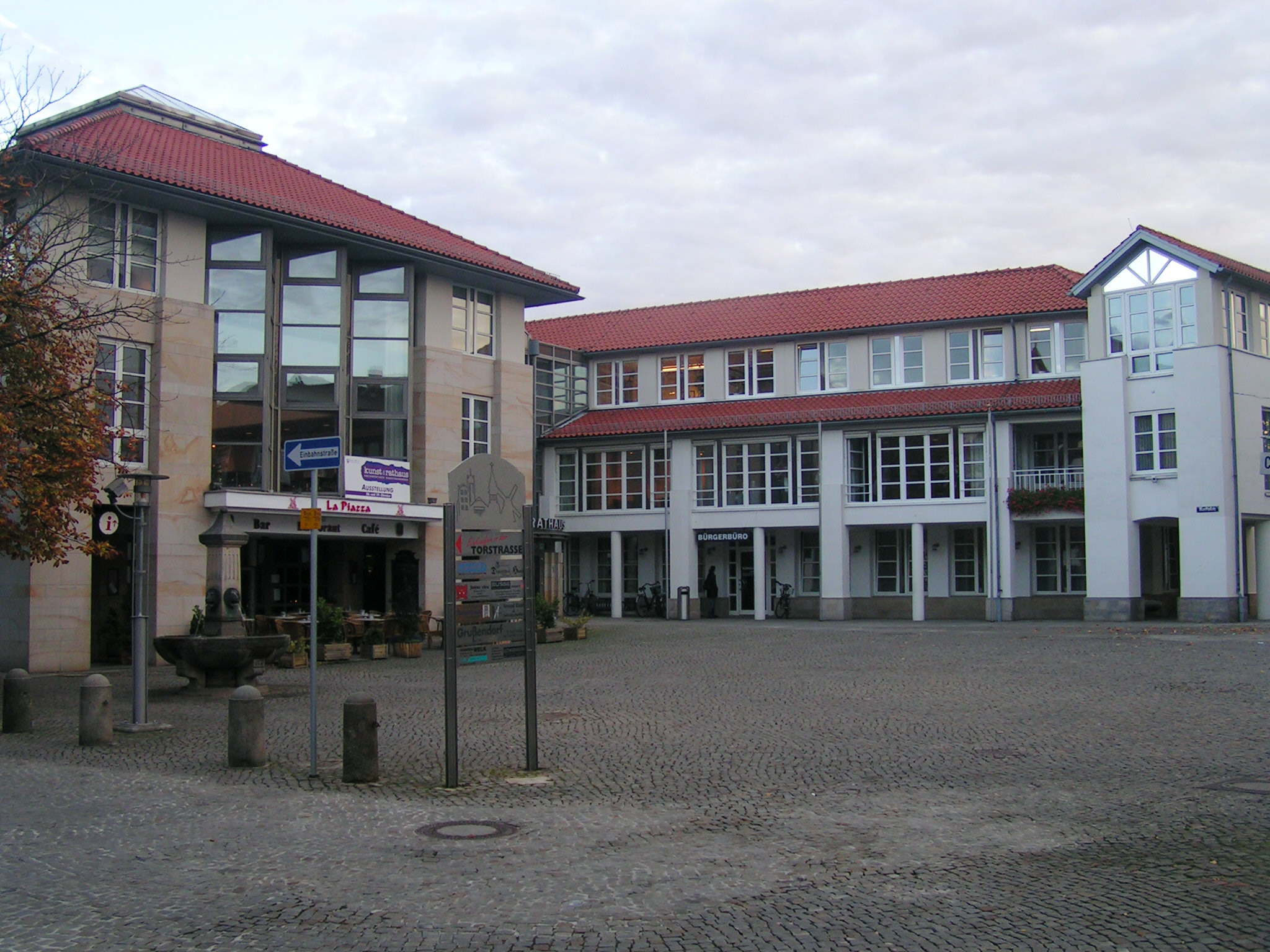
Ратуша
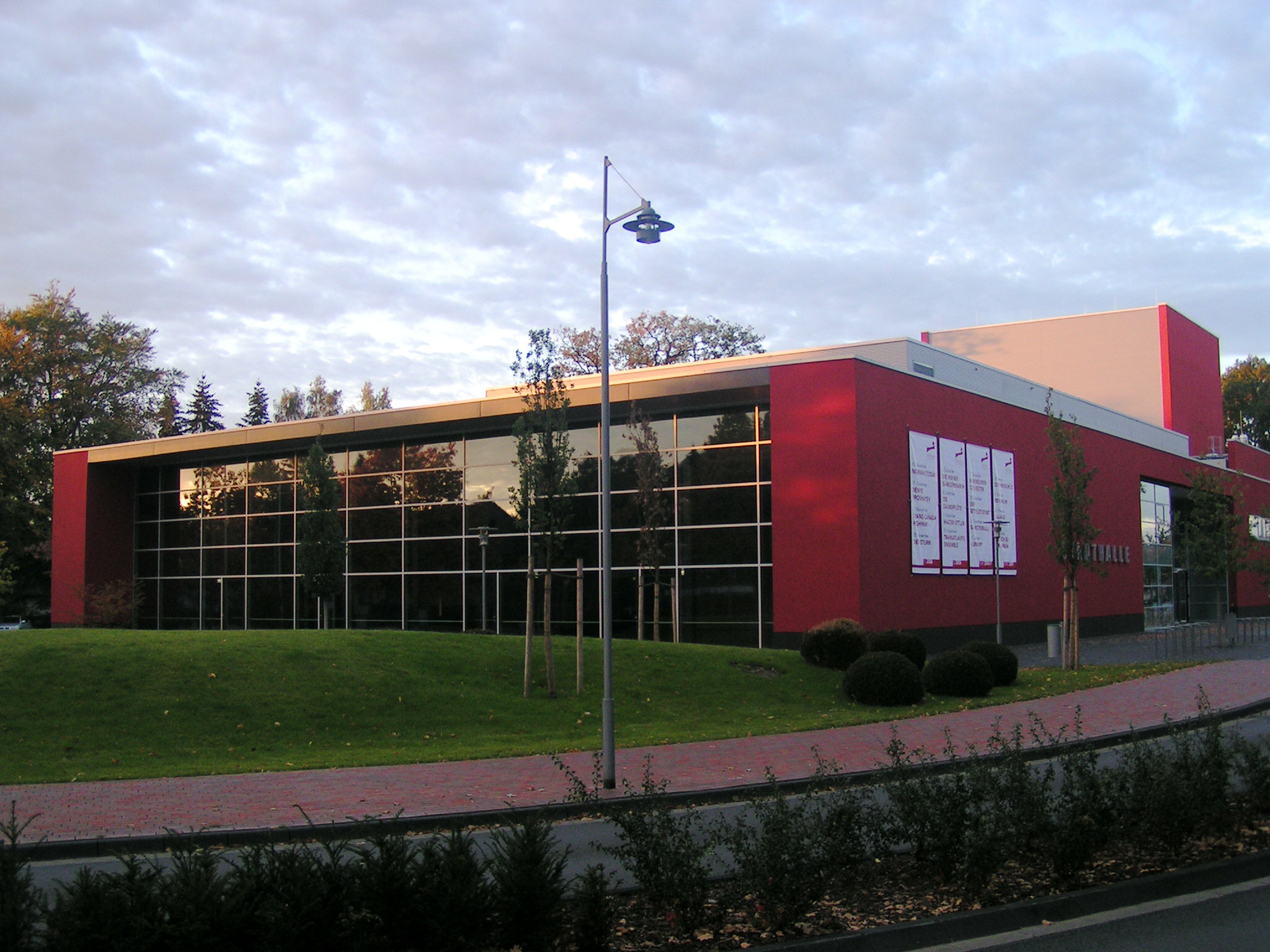
Новый стадион
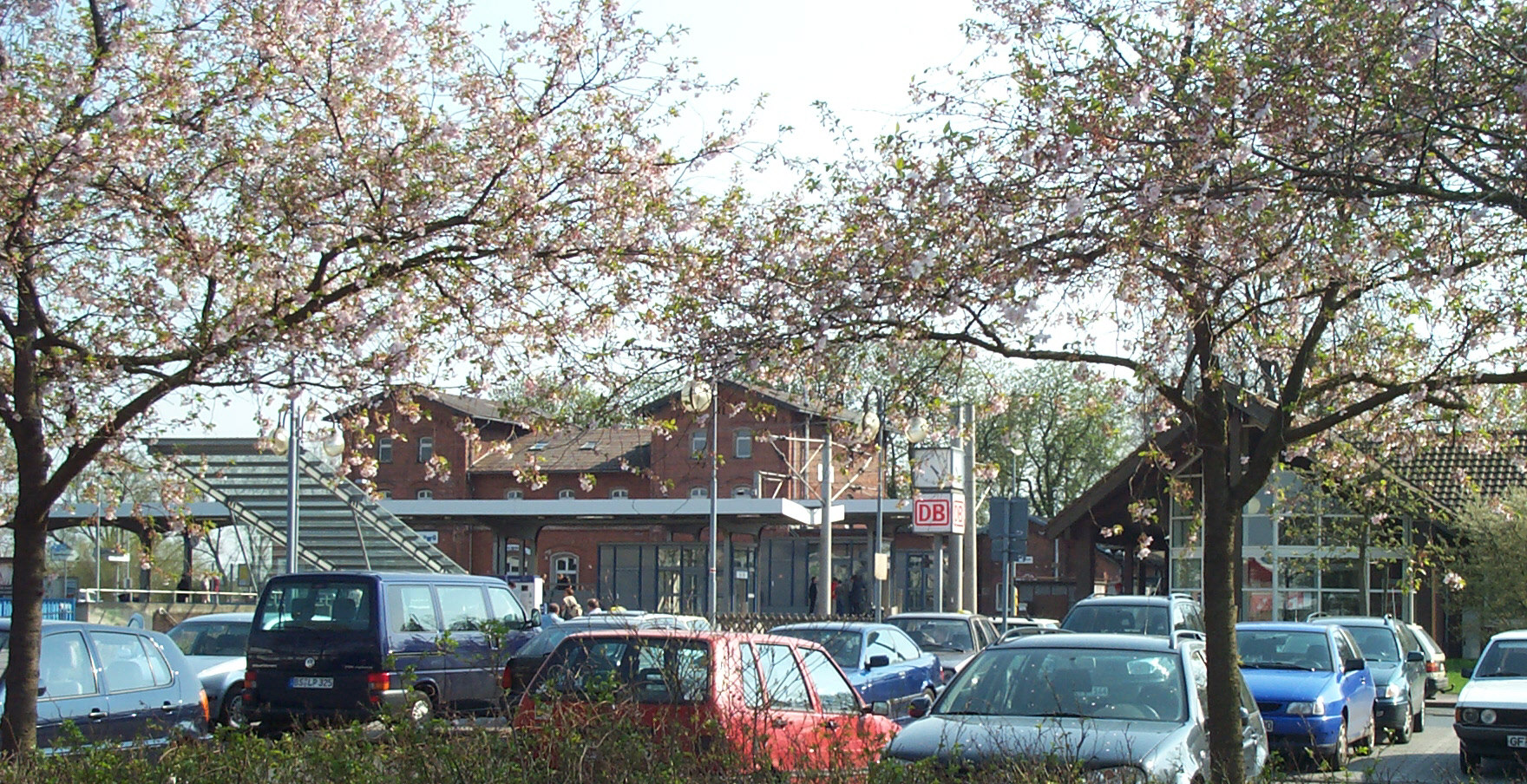
Вокзал
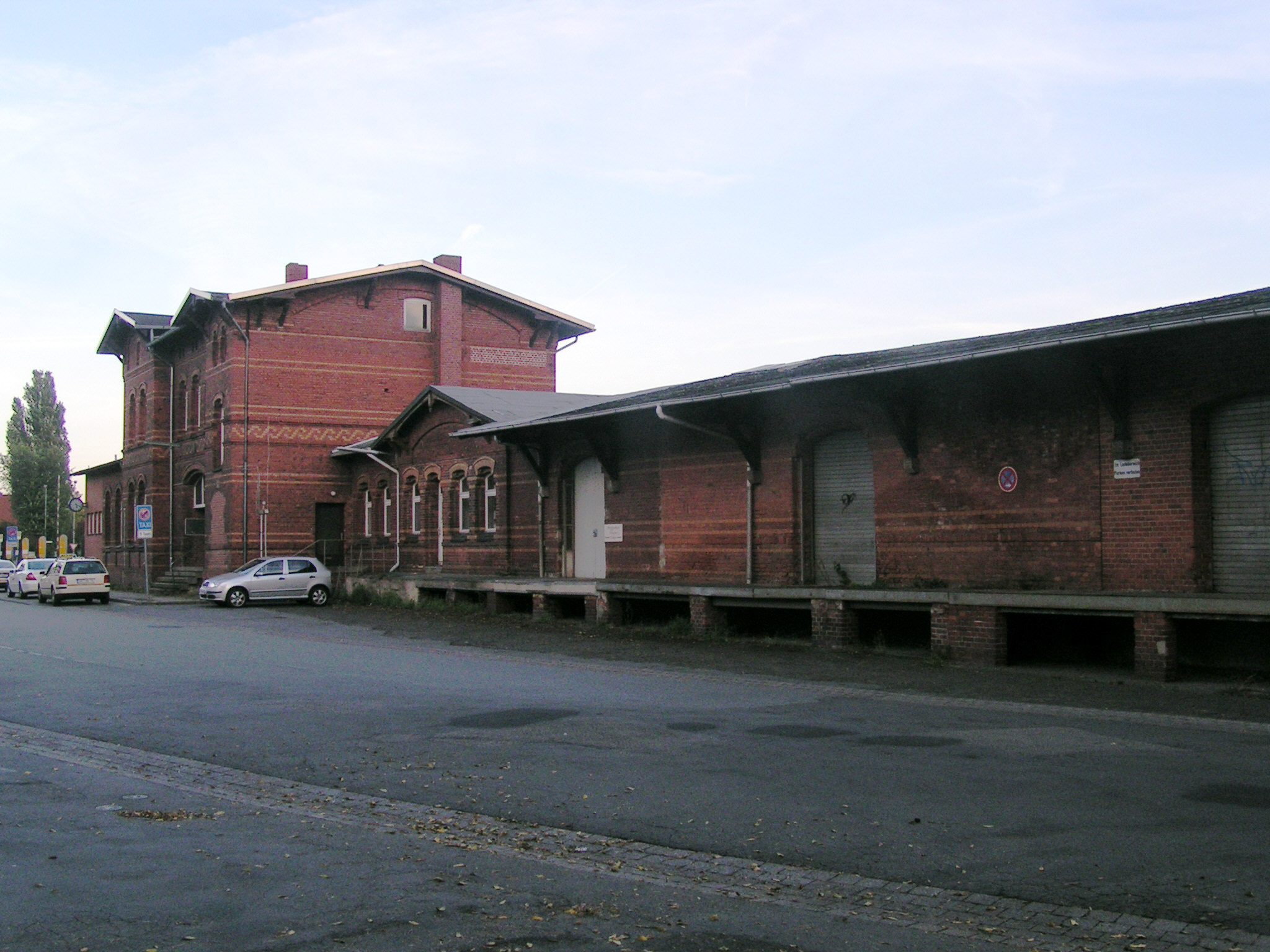
Вокзал
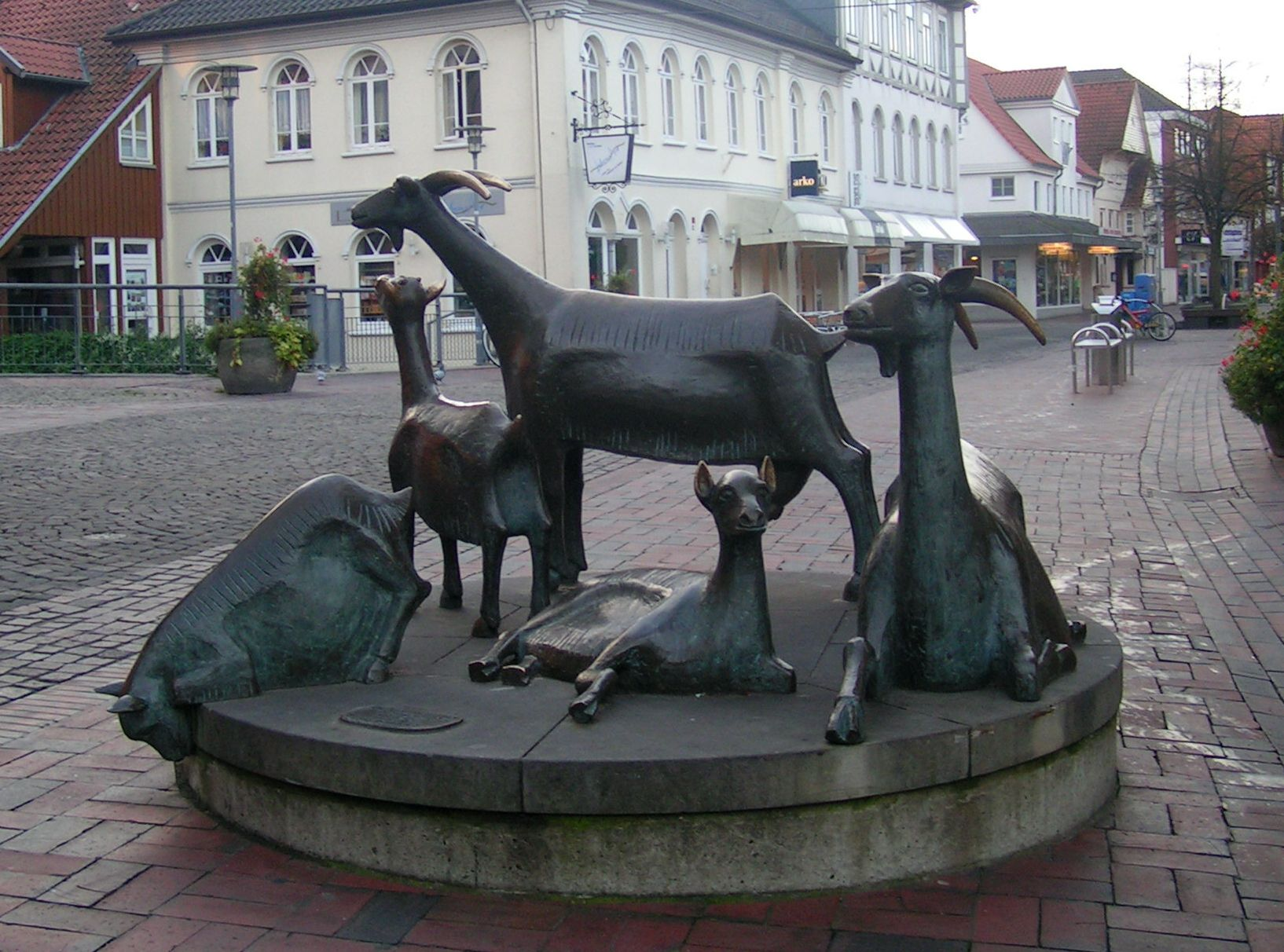
Скульптурная группа